# Neoseiulella eleglidus
Neoseiulella eleglidus är en spindeldjursart som först beskrevs av Tseng 1983.  Neoseiulella eleglidus ingår i släktet Neoseiulella och familjen Phytoseiidae. Inga underarter finns listade i Catalogue of Life.